# Паспорт гражданина Греции
Па́спорт граждани́на Гре́ции выдаётся исключительно для международных поездок. С 26 августа 2006 года введены биометрические паспорта (старые паспорта недействительны с 1 января 2007 года). Введённые в действие с июня 2009 года RFID паспорта включают в себя также отпечатки пальцев и фото владельца в высоком разрешении. Для поездок в пределах Европейского Союза и в ряде других европейских стран граждане Греции могут использовать свои ID-карты.

## Внешнее оформление и содержание
Дизайн греческого паспорта следует стандартам Евросоюза. На передней обложке красного цвета в центре изображён герб Греции. Сверху в две строки: ΕΥΡΩΠΑΪΚΗ ΕΝΩΣΗ («Европейский Союз») и ΕΛΛΗΝΙΚΗ ΔΗΜΟΚΡΑΤΙΑ («Греческая Республика»). Внизу — ΔΙΑΒΑΤΗΡΙΟ («паспорт»). Греческий дипломатический паспорт имеет те же размеры и дизайн, но на обложке чёрного цвета внизу надпись ΔΙΠΛΩΜΑΤΙΚΟ ΔΙΑΒΑΤΗΡΙΟ («дипломатический паспорт»).
Паспорт включает 32 страницы и выдаётся сроком на десять лет для взрослых и несовершеннолетних лиц старше 14 лет (для детей несовершеннолетних лиц 14 лет паспорт выдается на 3 года).
До 1 сентября 2022 паспорт выдавался на пять лет.
Все поля на странице предъявителя записываются на греческом и английском языках. Для имени и места рождения указывается латинская транскрипция. Страница предъявителя содержит следующую информацию:
- Тип документа (P для паспорта)
- Номер паспорта
- Страна [ΕΛΛ/GRC]
- Фамилия (в греческом и латинском написании)
- Имя (в греческом и латинском написании)
- Гражданство [ΕΛΛΗΝΙΚΗ/Hellenic]
- Дата рождения
- Место рождения (в греческом и латинском написании)
- Пол [M/F]
- Дата выдачи
- Дата окончания действия паспорта
- Кем выдан паспорт (в греческом и латинском написании)

Страница предъявителя несёт также машиночитаемую полосу.

## Процесс получения
Паспорта выдаются Национальным паспортным центром. Заявление подаётся лично в местном отделении полиции (греч. Αστυνομικό Μέγαρο). Дети до 14 лет обращаются с родителями.
Необходимые документы:
- Удостоверение личности (греч. Δελτίο αστυνομικής ταυτότητας).
- Квитанция об оплате государственной пошлины, которую можно сформировать на портале государственных услуг Греции (доступ только с греческих IP-адресов) согласно инструкции. После оформления, квитанцию необходимо оплатить в одном из греческих банков.
- Фотографии размером 4х6 см.

После сдачи документов на руки выдается специальная подтверждающая бумага (греч. Απόδειξη παράδοσης δικαιολογητικών για έκδοση διαβατηρίου), по коду которой на специальном сайте можно отследить состояние готовности документа.
Все паспорта изготавливаются централизованно в главном здании паспортного центра в Афинах. Срок изготовления паспорта от 3 до 9 рабочих дней. Получать паспорт необходимо в том же отделении полиции, где подавались документы, предъявив бумагу, полученную при подаче документов. Стандартный паспорт действителен в течение десяти лет для взрослых и три года для детей до 14 лет. Если человеку от 14 до 17 лет, то по достижении 18-летнего возраста, он должен обратиться за получением нового паспорта.
Греческий паспорт не может быть продлён. Владелец должен сделать запрос на новый, если срок действия паспорта истекает в течение двенадцати месяцев.
Плата за оформление паспорта составляет € 84,40 для взрослого и € 73,60 для детей. Действующий паспорт с полностью заполненными страницами можно переоформить за € 53. Срок действия такого паспорта не меняется.

## Визовые требования
На середину 2022 года, держатели греческих паспортов могут посещать 185 стран и территорий без визы или с оплатой пребывания в аэропорту прибытия, что позволяет греческому паспорту занимать восьмое (наряду с австралийским, канадским, чешским и мальтийским паспортами) место в индексе паспортов Henley.

## Греческие паспорта разных времён
- 1932 год
Вторая Греческая Республика
- 1970 год
Королевство Греция
- 1980 год
Третья Греческая Республика
- 2006 год
Третья Греческая Республика
- в настоящее время 
дипломатический